# Aven (Svärdsjö socken, Dalarna)
Aven är en sjö i Falu kommun i Dalarna och ingår i Gavleåns huvudavrinningsområde.